# Dominic Parsons

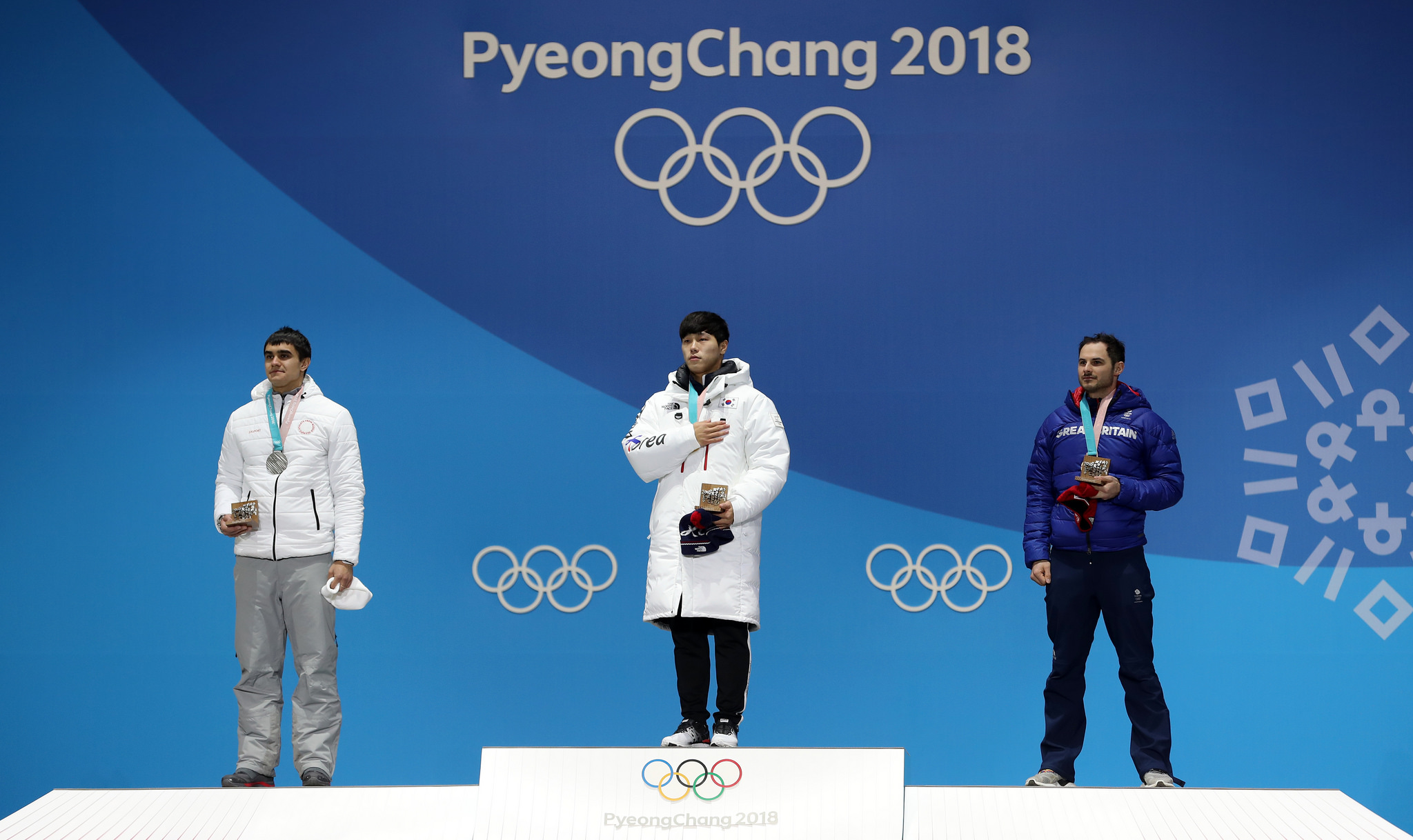
Parsons (a destra) sul podio olimpico di, con Yun Sung-bin (al centro, oro), e Nikita Tregubov (argento)

Dominic Edward Parsons detto Dom (Londra, 8 settembre 1987) è uno skeletonista britannico, medaglia di bronzo ai giochi olimpici di Pyeongchang 2018.

## Biografia
Prima di dedicarsi allo skeleton, Parsons praticava l'atletica leggera nella specialità dei 400 metri piani. Venne avvicinato al nuovo sport da Adam Pengilly, anch'egli skeletonista di livello internazionale, che nel 2007 gli propose di partecipare a un test.
Iniziò quindi a gareggiare nel 2008 per la squadra nazionale britannica, competendo per diverse stagioni in Coppa Europa e in Coppa Intercontinentale e nelle categorie giovanili dove non andò oltre due quarti posti ai mondiali juniores, ottenuti nel 2009 e nel 2010.
Debuttò in Coppa del Mondo nella stagione 2012/13 (17º a La Plagne) e ottenne il suo primo podio il 29 novembre 2013 a Calgary (3º). In classifica generale detiene quale miglior piazzamento il quinto posto ottenuto nel 2015/16.
Ha partecipato a due edizioni dei giochi olimpici invernali: a Soči 2014 si classificò decimo nel singolo mentre a Pyeongchang 2018 vinse la medaglia di bronzo.
Ha inoltre preso parte a quattro edizioni dei campionati mondiali, ottenendo quali migliori risultati il settimo posto nella gara individuale e l'ottavo in quella a squadre, entrambi raggiunti a Winterberg 2015. Nelle rassegne europee ha totalizzato l'ottavo posto in tre occasioni: a La Plagne 2015, a Sankt Moritz 2016 e a Winterberg 2017.
Dopo il ritiro dall'attività agonistica è divenuto allenatore di skeleton. Assieme a Kristan Bromley produce slitte.
Il 14 giugno 2019 ha spostato la skeletonista australiana Jaclyn Narracott, che ha anche allenato.

## Palmarès

### Olimpiadi
- 1 medaglia:
  - 1 bronzo (singolo a Pyeongchang 2018).

### Coppa del Mondo
- Miglior piazzamento in classifica generale: 5º nel 2015/16.
- 1 podio (nello skeleton):
  - 1 terzo posto.

### Circuiti minori

#### Coppa Europa
- Miglior piazzamento in classifica generale: 11º nel 2008/09;
- 1 podio (nel singolo):
  - 1 vittoria.

#### Coppa Intercontinentale
- Miglior piazzamento in classifica generale: 5º nel 2010/11;
- 4 podi (nel singolo):
  - 1 vittoria;
  - 2 secondi posti;
  - 1 terzo posto.